# World Trade Center Montevideo

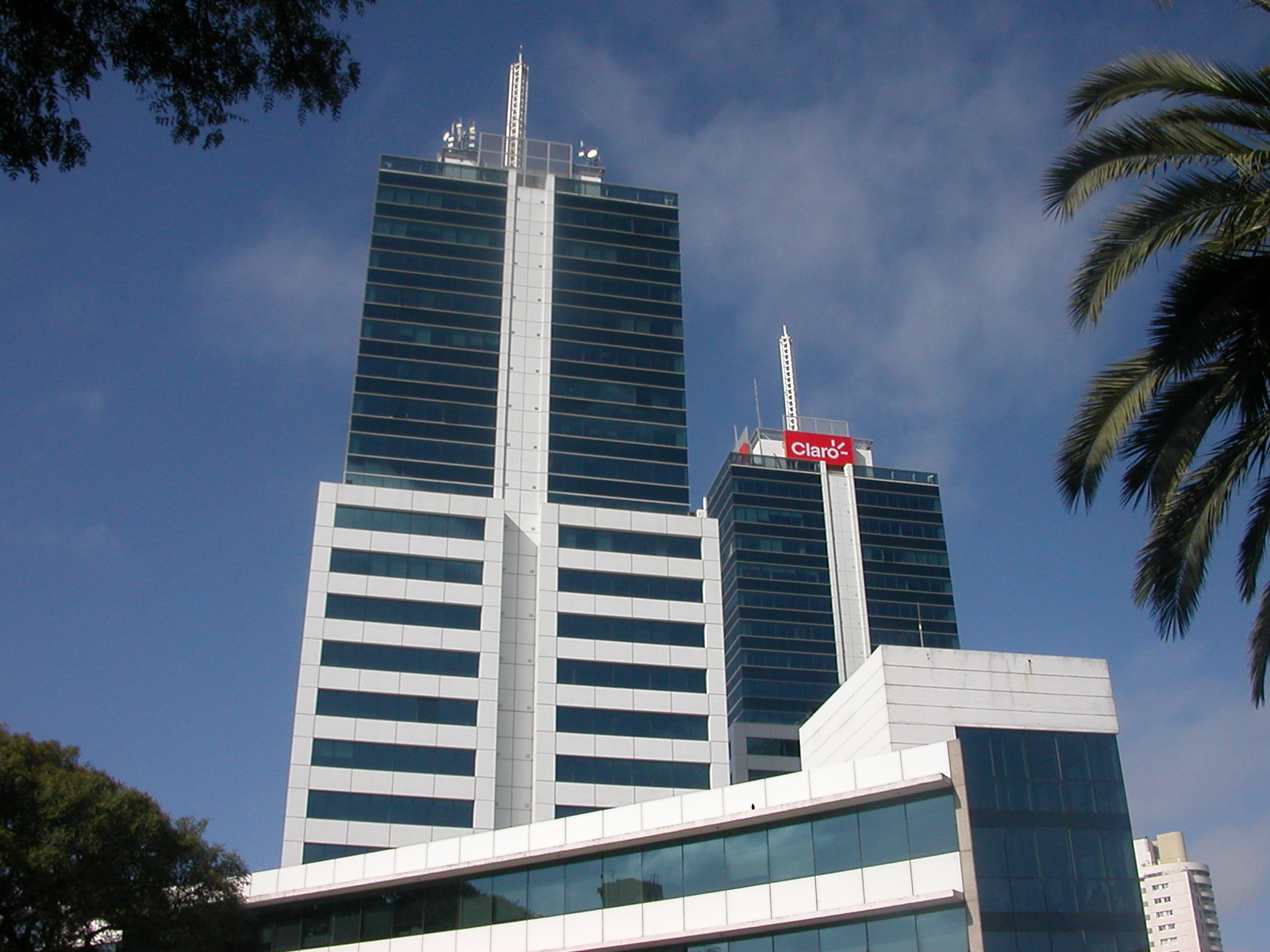
World Trade Center Montevideo

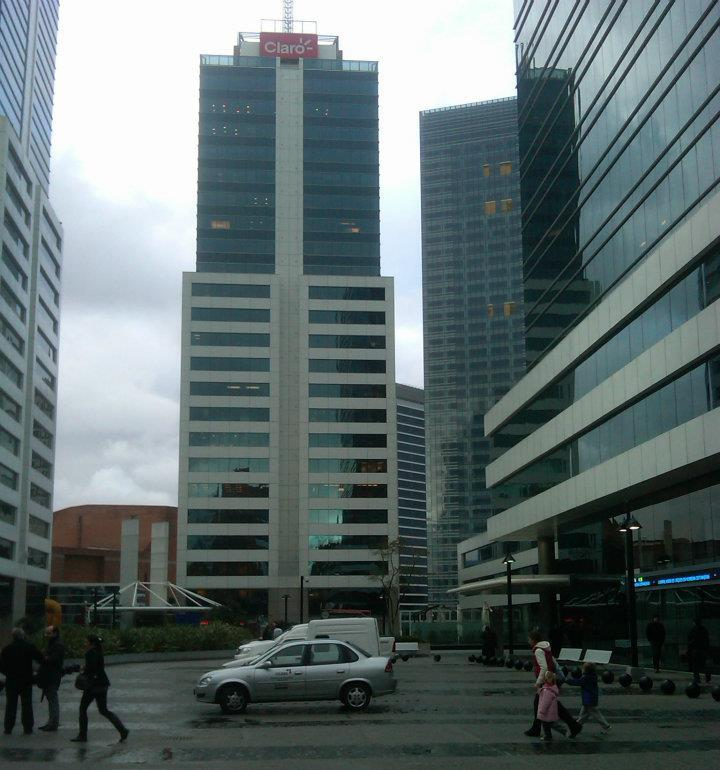
World Trade Center Montevideo

Der World Trade Center Montevideo ist ein Bauwerk in der uruguayischen Landeshauptstadt Montevideo.
Der Gebäudekomplex, Werk der Architekten Isidoro Singer, Ernesto Kimelman und David Ruben Flom, gehört zu dem in den 1980er Jahren begonnenen Bauprojekt des Montevideo Shopping Center. Er befindet sich im Barrio Buceo.